# Carolina Rollergirls
Les Carolina Rollergirls ou Carolina Roller Derby, Inc. (CRG) furent fondées en janvier 2004. Il s'agit d'une « ligue » (club sportif) féminine de roller derby dont la mission est de promouvoir ce sport alternatif en Caroline du Nord, tout en consolidant la formation pour les compétitions nationales. Fonctionnant sous le régime du  501c3 (association à but non lucratif), la « ligue » favorise l'esprit d'auto-gestion la force physique et mentale et indépendante des femmes. La ligue est gérée pour les patineuses, par les patineuses avec l'aide et l'appui de nombreux commanditaires et bénévoles.
Situé à Raleigh, en Caroline du Nord, les CRG sont parmi les membres fondateurs de la Women's Flat Track Derby Association (WFTDA).

## Historique
Fin 2003, voyageant à Austin, la graphiste Laura Weakland tombe sur un match de roller derby sur piste inclinée mis sur pied par les Lonestar Rollergirls. Elle a été immédiatement séduites par l'aspect athlétique et théâtral, ainsi que l'esprit indépendant du jeu. Laura Weakland est retourné à Raleigh déterminé à créer une ligue de derby locale. Bien que la version piste inclinée avait séduit la graphiste, des contraintes pratiques voudront que Weakland poursuive son projet sur piste plate, qui exige seulement une surface appropriée au patinage et d'une salle omnisports, plutôt que d'une piste spéciale. Sans se décourager, elle brancarda la ville de tracts et parla du roller derby à ses amis jusqu'à des inconnus. Weakland, est dorénavant connue sous son surnom de roller derby : Celia Fate, a imaginé un sport qui allait accueillir les femmes de divers horizons et de différents niveaux d'habileté.

### La mise en route
Armé d'un peu plus d'enthousiasme et d'audace, les femmes partageant les mêmes idées que Weakland avait réuni, ont commencé à patiner régulièrement dans une patinoire locale en janvier 2004. En ces premiers jours, les patineuses qui allaient devenir des « stars » des CRG se retrouvèrent les quatre fers en l'air. Bien que certains avaient patiné comme des adultes, beaucoup n'avaient pas été sur des roues depuis le collège. Les entrainements étaient mal organisés et dans un premier temps, ils consistaient la plupart du temps à des exercices et des tours de piste. Diriger le jeu devais s'apprendre sur le tas. La résurgence du roller derby était encore dans ses balbutiements, et alors qu'il était évident que cette forme moderne était bien différente du roller derby du passé, les règles et la forme étaient loin d'être codifié.

### Saison inaugurale
Les CRG ont tenu leur premier match d'exhibition le 19 septembre 2004 devant une petite foule enthousiaste, au Skate Ranch de Raleigh. Les équipes n'était pas encore établi, de sorte que le premier match opposa deux équipes temporaires : les Crimson Crushers contre les Black Widows. Un deuxième match d'exhibition eu lieu deux mois plus tard le 21 novembre 2004. Les deux premières équipes virent le jour les Debutante Brawlers et les Trauma Queens. Le premier match officiel se déroula le 10 avril 2005 et a donné leur première victoire aux Queens Trauma face aux Debs (138-131). Lors du match suivant tenue le 22 mai 2005, les Debs eurent leur revanche face aux Queens 104-82. Les Debs gagnèrent le championnat du club le 19 juin 2005, clôturant la saison inaugurale des CRG.
La fin 2005 a vu une autre étape importante pour la ligue. Le 18 novembre de cette même année, les CRG ont joué leur premier match interclubs à l'extérieur contre les Minnesota RollerGirls. Cette première équipe all-star (les meilleures joueuses puisées dans les deux équipes du club) était composée de Eva Lye, Teflon Donna, Busty O'Lipp, Leadfoot, Ms. Anthrope the Mordant, Shirley Temper, Maddat U, Militia, Zella Lugosi, Penelope Bruz, Kama Suture, Princess America, Roxy Rockett et Violet Femme, avec Fairy Brutal et Wrath Sylvia sur le banc des remplaçantes. Beaucoup de ces patineuses continuent de jouer pour la ligue encore aujourd'hui. Les Minnesota RollerGirls défait les CRG par une large marge, mais en janvier 2006, les Minnesota Rollergirl All-Stars descende vers le sud pour un match revanche et les CRG a rendu la pareille, en jouant à un jeu beaucoup plus difficile et la tenue du score à un écart de 10 points.

### Saison 2006
En 2006, il était clair que le club avait grandi au-delà de la capacité des deux équipes existantes et donc la saison 2006 a introduit une toute nouvelle équipe, les Tai Chi-tahs. Ces dernières battent les Debutante Brawlers 149-142. À cette période, une saison en deux phases a élaboré, avec les matchs des équipes à domicile ayant lieu le premier semestre de l'année et les matchs interclubs (réception et visite des clubs à travers tout le pays) ayant lieu au second semestre de l'année. Invaincu lors de cette saison, les CRG voient leur équipe All-Stars battre à domicile les Neanderdolls de Las Vegas (127-65) et à l'extérieur (133-84), ainsi que les Rhode Island Riveters de Providence (131-102) et les Tent City Terrors de Phoenix (100-90) tous deux à domicile.
La saison 2006 interclubs a également signalé un tournant décisif pour les CRG. Le club a décidé de déménager au Dorton Arena salle dont les infrastructures sont mieux adaptée, ainsi qu'une réception du public plus grande.

### Saison 2007
La saison 2007 a vu le club jouer un nombre sans précédent de matchs contre un plus grand nombre d'opposants. Les CGR commencèrent cette nouvelle année par une large victoire contre les Charm City Roller Girls de Baltimore (140-72), suivi d'un tournoi en round entre les trois équipes à domicile du club deux semaines plus tard le 21 janvier. En mars, les fans assiste à la première du carré final, dont les Debutante Brawlers contre les Queens Trauma et les Tai Chi-tahs face à l'équipe interclubs des Atlanta Rollergirls. À peine une semaine plus tard, le 17 mars, les CRG ont participé à l'inauguration de l'East Coast Derby Extravaganza (ECDX), un tournoi organisé par les Philadelphia Rollergirls.

## La gouvernance du club
Le club est régie par un conseil d'administration. La participation des patineuses est encouragée, car nécessaire, les CRG sont entièrement géré par le bénévolat. Le club est dirigé par les patineuses, pour les patineuses. L'organigramme du conseil est : la présidente, directrice de la formation, directrice mercatique, directeur des activités de commandite, directeur des finances, représentant du club, et chef du Bout de la production. Les réunions du club ont lieu trimestriellement. Les non-patineurs (par exemple, les arbitres et les autres employés de soutien) peuvent siéger à des comités, les patineuses votent sur les questions sur ce qui a trait au club.